# Lubień Górny
Lubień Górny (niem. Obernhagen) – osada w Polsce położona w województwie zachodniopomorskim, w powiecie łobeskim, w gminie Resko.
W latach 1975–1998 miejscowość administracyjnie należała do województwa szczecińskiego.
We wsi był przystanek kolei wąskotorowej Lubień Górny.

## Zabytki
- pałac i park pałacowy[3]